# فيليب دافيريو
فيليب دافيريو (17 أكتوبر 1949 - 2 سبتمبر 2020)، هو ناقد فني ومحاضر وكاتب وناقد وسياسي وشخصية تلفزيونية إيطالي.   

## الجوائز والتكريمات
- وسام جوقة الشرف من فارس (فرنسا) - روما ، 10 سبتمبر 2013
- الميدالية الذهبية لفوائد الثقافة والفنون- روما ، 25 مارس 2013. بمبادرة من رئيس الجمهورية
- جائزة «Toson d'Or» «للالتزام بنشر الثقافة الإيطالية التاريخية والفنية وتعزيزها.» - 12 نوفمبر 2015